# Grevenkrug
Grevenkrug település Németországban, Schleswig-Holstein tartományban. Lakosainak száma 226 fő (2023. december 31.).

## Népesség
A település népességének változása:
| Lakosok száma | 230  | 209  | 200  | 222  | 224  | 226  |
|               | 1975 | 2017 | 2019 | 2021 | 2022 | 2023 |